# Кретов, Николай Фёдорович
Никола́й Фёдорович Кре́тов (1909—1942) — советский танкист, мастер танкового боя, участник Великой Отечественной войны, Герой Советского Союза (1942).
В годы Великой Отечественной войны — командир танковой роты 23-й, затем 95-й танковых бригад, старший лейтенант. Участник Битвы за Москву. Известен под прозвищем «Летучий танкист».

## Биография
Родился 28 августа 1909 года в городе Таганрог Области Войска Донского, ныне Ростовской области, в семье рабочего-штукатура. В семье у Николая было также два брата — Дмитрий и Александр и сестра Елена. Русский.
Ранние годы Николая пришлись на время Гражданской войны и интервенции. В мае 1918 года город Таганрог был оккупирован германскими войсками, а затем перешёл под контроль белогвардейцев. В 1920 году 1-я конная армия заняла город, и в нём была установлена советская власть.
Рано оставшись без отца (умер в 1918 году), воспитывался в детском доме в селе Зелёное (ныне Пятихатский район Днепропетровской области Украины). После возвращения брата из Красной армии он забрал Николая из приюта в город Днепропетровск (ныне Украина).
С 1925 года, в 16 лет, стал работать кузнецом на заводах города Днепропетровска: «Южный металлист» и машиностроительный завод им. Т. Артёма. Эта работа требовала большой физической силы, и Николай выделялся среди сверстников необычайной силой и ростом (196 см). За хорошую работу Николай неоднократно поощрялся грамотами и денежными премиями. Избирался секретарём комсомольского комитета. Окончил рабфак при заводе.
В 1929 году (по другим данным — в 1930) вступил в ВКП(б) и в 1930 году в числе 25-тысячников был направлен в Казахстан для организации колхозов. Сначала работал председателем колхоза, а позднее занял должность директора МТС.
В 1932 году осуществил свою детскую мечту поступить учиться, поступив в Московский институт механизации и электрификации сельского хозяйства, факультет механизации сельского хозяйства. Производственную практику проходил на Челябинском тракторном заводе, в дефектном отделе, где приобрёл навыки в устранении неисправностей машин.
В институте Николай познакомился со студенткой этого же факультета Наташей, которая была младше него на 8 лет. И вскоре они поженились.
Окончив институт с отличием, Николай был направлен в Московский областной земельный отдел главным инженером. В этой должности ему приходилось следить за правильной эксплуатацией тракторов марок «ХТЗ» и «СТЗ», в соавторстве с женой, Натальей Петровной, написал учебник для ремесленных училищ. Имея практический опыт и инженерную подготовку, Николай читал лекции в Краснополянской сельскохозяйственной школе (Парковая улица, город Долгопрудный).
В апреле 1941 года Н. Ф. Кретов проходил в РККА переподготовку, осваивал новый танк Т-34.

### На фронтах Великой Отечественной войны
Начавшаяся Великая Отечественная война прервала работу Н. Ф. Кретова в сельском хозяйстве.
С 23 июня добровольцем вступил в Красную Армию и был направлен в танковые войска на фронт. В это же время жена, Наталья Петровна с двумя дочерьми Асей и Лерой переехали из Москвы в Мысово (недалеко от деревни Котово ныне в черте города Долгопрудный Московской области), так как Москва подвергалась налётам немецкой авиации.
Командир танковой роты лейтенант Николай Кретов в боях за Москву 18−27 ноября 1941 года северо-западнее города Истры Московской области со своим экипажем уничтожил 14 танков, девять миномётов, три орудия и сотни солдат и офицеров противника.
Из справки о боевой деятельности Н. Ф. Кретова, подписанной командующим войсками Западного фронта генералом армии Г. К. Жуковым:

18 ноября 1941 года, находясь в разведке в районе Городище, атаковал позиции миномётных батарей, где уничтожил 9 миномётов, 2 противотанковых и 1 тяжёлое орудие.
19 ноября 1941 года при атаке немецких танков под Федюково, находясь в засаде, уничтожил 6 танков и 150 солдат, тем самым отразил атаку противника и обеспечил выполнение боевой задачи батальона.
21 ноября 1941 года, находясь в засаде в районе Устиново, подпустил 11 немецких танков на расстояние 150 метров, после чего ураганным огнём уничтожил 3 танка и до роты пехоты противника, остальные танки и пехота обратились в бегство.
26 ноября 1941 года, выполняя боевую задачу в деревню Лапотово, заметил колонну немецкой пехоты, допустил её на близкое расстояние, артиллерийским и пулемётным огнём уничтожил 350 солдат и офицеров.
27 ноября 1941 года, находясь в засаде у деревни Раново (23 немецких танка пытались обойти плотину), лейтенант Кретов подпустил их на близкое расстояние до 100 метров, артиллерийским огнём уничтожил 4 танка и до 250 солдат и офицеров.

По оценке командующего войсками Западного фронта генерала армии Г. К. Жукова и члена Военного совета Западного фронта Хохлова, «лейтенант Кретов обладает большой силой воли, храбростью, инициативой. Посылался на самые ответственные участки и всегда выполнял ставившиеся перед ним боевые задачи с честью и геройством».
Указом Президиума Верховного Совета СССР «О присвоении звания Героя Советского Союза начальствующему и рядовому составу Красной Армии» от 12 апреля 1942 года за «образцовое выполнение боевых заданий командования и проявленные при этом отвагу и геройство» удостоен звания Героя Советского Союза с вручением ордена Ленина и медали «Золотая Звезда» (№ 684).
Продолжал воевать в составе 95-й танковой бригады 9-го танкового корпуса Западного фронта.
В мае 1942 года экипаж Николая Кретова выступил в газете «Социалистическое земледелие» с призывом к труженикам сельского хозяйства сделать всё возможное для хорошего сбора урожая, своим трудом помочь фронту и тылу: «Беречь тракторы так, как мы бережём танки!» В этом обращении также рассказывалось и о некоторых боевых эпизодах экипажа Н. Ф. Кретова.
22 августа 1942 года в сражении под Козельском Брянского направления командир танковой роты 195-го танкового батальона 95-й танковой бригады старший лейтенант Н. Ф. Кретов получил 11 серьёзных ранений от разорвавшейся рядом мины и в тяжёлом состоянии был доставлен самолётом в Подольский военный госпиталь. В течение двух недель врачи боролись за жизнь танкиста, но раны оказались смертельными. Офицер-танкист скончался в госпитале от полученных в бою ран 7 сентября 1942 года.
Был кремирован и похоронен в центральном парке усадьбы Мысово), ныне Кретовский парк города Долгопрудного Московской области. В 2006 году перезахоронен на Центральном кладбище в городе Долгопрудный Московской области (участок 1в).
Члены экипажа Кретова
Танковый экипаж Кретова считался одним из лучших:
- башенный стрелок Кондауров;
- механик-водитель Мороз;
- радист Трубников[13].

## Награды и звания
- Герой Советского Союза (12 апреля 1942, медаль «Золотая Звезда» № 684);
- орден Ленина (12 апреля 1942).

## Память
Вскоре после смерти, по решению руководства Мысовской огородно-садоводческой станции Герою Советского Союза, танкисту Николаю Фёдоровичу Кретову, был установлен памятник в центральном парке Мысово (ныне Кретовский парк города Долгопрудный Московской области), на берегу Клязьминского водохранилища. Памятник, установленный лицевой стороной на север, представлял собой пирамидку, в сделанную вверху нишу которого была вложена металлическая урна с прахом танкиста в виде кубка. В 1981 году первый памятник был заменён новым, гранитным, который был изготовлен на Московском камнеобрабатывающем комбинате.
В советское время этот обелиск был действительно культовым: здесь принимали в пионеры, проводили торжественные митинги. Имя Н. Ф. Кретова носили пионерские дружины спецшколы № 63 города Москвы и школы № 7 города Долгопрудного. Однако за годы перестройки это место постепенно утратило своё идеологическое значение, а с приходом капитализма уважение некоторых горожан Долгопрудного к памяти погибшего героя и вовсе сошло на нет. Жители соседних домов превратили окрестности могилы в место для пикников, рядом с оградой в траве валялись пустые бутылки, а неподалёку находился «дикий» пляж. Редкий уход за памятником осуществляли школьники, которых приводили перед майскими праздниками, а 9 Мая — возлагали цветы.
Поэтому в 2004 году по инициативе городской администрации, военкомата и городского совета ветеранов начал обсуждаться вопрос о переносе останков Н. Ф. Кретова на городское кладбище. По мнению члена Совета ветеранов города Долгопрудного Л. Н. Мельникова, «мемориалы Героев разбросаны по всему городу, не всегда кто-то может прийти, положить цветы к каждой из них. А когда это находится на городском кладбище, можно, посетив кладбище, прийти и положить цветок на могилу человека, который заслужил это».
7 августа 2006 года останки героя были торжественно перезахоронены на Центральном кладбище города Долгопрудный Московской области (участок 1в), рядом с могилой М. Н. Герасимова — тоже Героя Советского Союза и почётного гражданина Долгопрудного. В 2007 году по инициативе Совета ветеранов города Долгопрудного памятник Кретову в Мысовском парке был демонтирован и установлен новый на Долгопрудненском кладбище. При установке памятника присутствовала дочь Кретова — Ася.
Парк в Мысово, в котором был установлен первый памятник, носит ныне имя Н. Ф. Кретова.
В городе Долгопрудный именем Героя названа школа № 7.

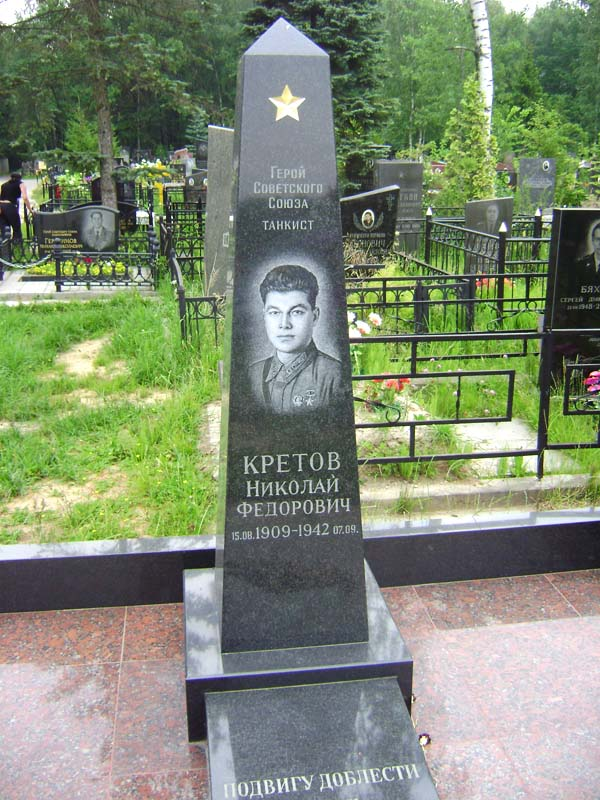
Надгробный памятник на Центральном кладбище Долгопрудного, участок 1В.
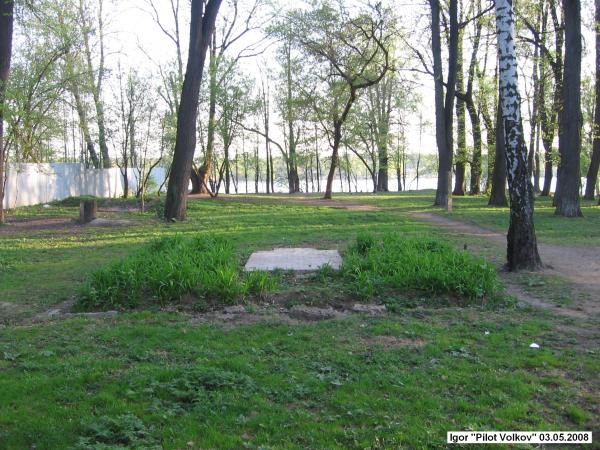
Памятник с прахом Н. Ф. Кретова перенесён на Центральное кладбище г. Долгопрудный. В Кретовском парке на его месте лишь клумба, 2006 год.

## Оценки и мнения
Справку о боевой деятельности Н. Ф. Кретова подписал командующий войсками Западного фронта генерал армии Г. К. Жуков.
Согласитесь, далеко не каждому фронтовику выпадала такая честь, чтобы справку о его боевой деятельности (и не только её, но и представление к присвоению звания Героя Советского Союза) подписывал командующий войсками фронта.
— Внучка Героя Советского Союза Н. Ф. Кретова Кира Живописцева, заместитель начальника отдела УОСМИ 3 Департамента ФСКН России.
В соответствии с принятым порядком справку и наградной лист подписывало вначале командование части, в которой воевал отличившийся воин, затем командование армии и только потом командующий войсками фронта. По оценке российского историка М. Б. Барятинского, в том, что справку и представление к награждению Н. Ф. Кретова подписал командующий фронтом Г. К. Жуков не было ничего необычного. Но именно в случае с Николаем Кретовым командующий нарушил принятый порядок и подписал её напрямую, минуя всех прочих должностных лиц.

## Документы
- Автобиография Н. Ф. Кретова. Mysovo.ru (27 апреля 2010). Дата обращения: 9 июня 2014.
- Справка о боевой деятельности командира роты средних танков танкового батальона 23 танковой бригады - лейтенанта Кретова Николая Фёдоровича в электронном банке документов «Подвиг народа» (архивные материалы ЦАМО. Ф. 33. Оп. 793756. Д. 24. Л. 44-45)..
- Информация из донесения о безвозвратных потерях в электронном банке документов ОБД «Мемориал»

.

### Фото
- Фотографии из архива семьи Кретовых. Mysovo.ru (27 апреля 2010). Дата обращения: 9 июня 2014.
- Кретов Николай Федорович (фото).